# Прибережний (парк)
Парк «Прибережний» знаходиться на Дніпровській набережній в Києві, Україна, біля затоки Берковщина, що на Осокорках.

## Історія
У 2020 році «Київзеленбуд» оприлюднив проєкт парку біля затоки Берковщина. Проєкт, зокрема, передбачав відкритий амфітеатр із причалом на Дніпрі.
Будівельні роботи почали влітку 2021 року. Через початок повномасштабної війни довелося відкласти повне завершення робіт. У липні 2022 року відкрили 2,22 га парку. Облаштовані велодоріжки, спортивний майданчик, чотири дитячих майданчики. Укріплений берег, вздовж якого створена паркова набережна.